# Лоу, Джон
Джон Лоу (англ. John Lowe; род. 21 июля 1945, Нью-Таптон, Дербишир, Англия) — профессиональный игрок в дартс, который стал известен в промежутке с 1970-х по 1980-е года, на территории Соединённого Королевства. Является одним из 5 игроков, который побеждал на Чемпионатах мира 3 раза.
Является первым дартсменом в мировой истории, который сумел закрыть лег за девять дротиков в ТВ-эфире. Это произошло 13 октября 1984 года на мировом Матчлпее.
В 1995 году стал двукратным чемпионом России.

## Достижения

### Личные
- Чемпион мира BDO (1979, 1987, 1993)

### Парные
- Чемпион России (1995)

### Командные
- Чемпион России (1995)